# Великотърновци

## Родени във Велико Търново

### А
- Аврам Петков, революционер
- Александър Добринов (1898 – 1958), карикатурист
- д-р Александър Гиргинов (1879 – 1953), юрист и политик
- Александър Златарски (1851 – 1926), активен деятел на читалище „Надежда“;
- Александър Людсканов (1854 – 1922), политик
- Александър Николаев, лекар
- Александър Пенчев, изявен публицист, културен деец и общественик
- Анастасия Паскалева - Костадинова (? – 1874), учителка и общественичка
- Анастасия Савович (? – 1882) дарителка и общественичка
- Ангел Димитров Карагьозов (1875 – 1961), юрист, председател ВКС, Министър на правосъдието
- Ангел Недев Карагьозов, търговец и общественик
- Ангел Попов – индустриалец и меценат
- Хаджи Ангелаки, собственик на бирена фабрика
- Антоний Хилендарец (? – ?), монах на Атон
- Арсени Лечев – цигулар
- Асен Русков (1896 – 1958), оперетен артист
- Атанас Андреев (1832 – 1895), четник от Ботевата чета
- Атанас Станчов Клепанов (28 август 1832 – ?), художник-график, книжовник, участник във войните за национално освобождение
- Ататнас Папазов, участник в Хаджиставревата буна
- Атанас Стефанов, (1891 – 1944), генерал
- Атанас хаджи Славчев, фабрикант

### Б
- Богдан Горанов, общественик, заслуги за развитие на театралното дело
- Богдана Гюзелева - Вулпе (1878 – 1932), оперна певица, първата българка, писала опери
- Богомил Радославов (1881 – 1952), минен инженер
- Бона Станчева Ганева(1830 – 1900) – Бяла Бона, ханджийка, помощничка на революционерите
- Борис Денев (1883 – 1969), бележит художник

### В
- Ваня Монева, основател и диригент на хор „Космически гласове“, продуцент
- Васил Досев, учител и общественик
- проф. Васил Златарски (1866 – 1935), историк, основоположник на историята като наука в Софийския университет
- Васил Николов Карагьозов (1856 – 1938), учител, политик, фабрикант, почетен немски вицеконсул, дарител, схимонах в манастира „Св. вмч. Георги Победоносец“ Атон
- Васил Петков, общественик, книгохранител /библиотекар/
- отец Василий (? – 1869), свещеник и общественик
- отец Василий Саянджиев (? – ?), свещеник и общественик
- Вела Благоева
- Велчо Атанасов Джамджията, виден търговец и революционер
- Венета Рашева – Ботева, съпругата на Христо Ботев
- Весела Лечева (р. 1964), спортистка
- х. Викентий Зографски, монах и общественик
- Виктория Ангелова – Винарова (1902 – 1947), архитект, първата дама на българсака архитектура
- д-р Владимир Витанов, лекар, общественик и щедър дарител
- акад. Владимир Марков (1883 – 1962), микробиолог

### Г
- проф. Георги Златарски (1854 – 1909), първият български геолог, основоположник на науката геология в България
- Георги Георгиев(), лекар
- Георги Живков (1844 – 1899), политик, регент, първият кмет на Търново
- Георги Кабакчиев (1862 – ?), български банкер, общественик, учител и благодетел
- Георги Киселков (1855 – 1905), търговец
- х. Георги Кисимов, общественик, баща на Евгения Кисимова
- Георги Коджов (1832 – 1891), учител и изявен общественик
- х. Георги Ламбринов (? – ?), общественик
- Георги Мазаков (? – 1881), участник във Велчовата завера, учител
- кап. Георги Мамарчев (? – 1846), военен, предводител на Велчовата завера
- проф. Георги Манев, 1884 – неизв., физик
- Георги Петков (ландшафтен архитект) 1880 – 1968.
- Георги Попов, преподавател по стара френска литература към „Великотърновски университет Св. св. Кирил и Методий“

и музикант, ръководител на джаз група Royal Dixie Band
- д-р Георги Попович (1805 – 1850), лекар
- Георги Славков (1850 – ?), медик
- Георги Смилов (1844 – 1915), химик
- Гранда Мола (? – ?), революционерка, помощничка на Стамболов
- Григор Начович, общественик, виден консерватор
- Григорий Цамблак (1360 – 1420), средновековен писател, представител на Търновската книжовна школа

### Д
- Джорджо Момчев, изтъкнат общественик и културен деец
- Димо Кьорчев (1884 – 1928), юрист, политически деец и книжовник
- д-р Димчо Пулов учен-оптик
- Димитър Багрилов (1866 – 1940), учител, художник, общественик
- Димитър Бабев (1880 – 1945), писател
- проф. Димитър Бъров, (1887 – 1962), юрист
- Димитър Греков, изтъкнат консерватор
- д-р Димитър Кирович (1820 – 1905), лекар и дипломат
- Димитър Панов (1902 – 1985), драматичен артист /актьор/
- проф. д-р Димитър Витанов
- Димитър Кирович (1822 – 1905), военен лекар в Кримската и Руско-турската война
- Димитър хаджи Павли Иванов, общественик, основател на читалище „Надежда“
- Димитър Папазов, участник в Хаджиставревата буна
- Димитър Рашев (1865 – 1935), просветен деец
- Димитър Самоводски (1815 – 1899), свещеник и общественик
- Димо Кьорчев
- Димо Мердански (? – 1878), учител и общественик
- Дорита Бонева, оперна певица
- Драган Цанков, политик, изтъкнат либерал

### Е
- Евгения Кисимова, учителка, общественичка и книгодарителка
- Евгения Шекерджиева, (1861 – 1880), учителка, благодарила на Руския император за свободата на Велико Търново
- Свети патриарх Евтимий Търновски (1325 – 1403), последният български патриарх и изявен книжовник
- Евстати Антонов (Стат Антонов) (1844 – 1926), медик, лекувал Васил Левски след арестуването му
- Евстати Маринов (1857 – 1932), учител, написал Учебник по отечествена география
- Евстати Паница (1883 – 1976), финансист
- Евстати хаджи Салвели (1801 – 1871), търговец, борец против гръцкото духовенство
- Елена Златарева (1823 – ?), учителка и общественичка
- Екатерина Стойоглу (? – 1877), помощничка на Раковски и Славейков, общественичка
- Емилиян Станев (1907 – 1979), писател
- Ефрем поп Христов, издател

### Ж
- Жана Мамарчева - Фошини (1904 – ?), състезателка по кънки – фигурно пързаляне, първата българка, спечелила шампионска титла за чужда страна
- Жанета Илиева (р. 1984), гимнастичка
- Жоржо Момчев (1846 – 1903), активен общественик и кмет на Велико Търново

### З
- Захари Княжески (1810 – 1877), учител и книгодарител
- Злати Златев – собственик на първата фабрика за филц и кече
- Зорница Маринова (р. 1987), гимнастичка
- йеромонах Зотик, /отец Зотик/, монах и общественик
- Зоя Ставрева (1890 – 1950), първата българка, защитила докторска дисертация по философия

### И
- х. Иван (? – 1821), загинал за род и Отечество в Гръцката завера
- Иван Боснев (1850 – ?), медик
- Иван Владикин, учител и общественик
- Иван Мерданчанин (1817 – 1859), учител и книжовник
- Иван Момчилов (1819 – 1869), учител – книжовник
- Иван Недански (? – ?), свещеник и общественик
- Иван Плаковски (? – 1869), свещеник и общественик
- Иван Райнушков (? – 1855), учител и общественик
- Иван Сарафов (1856 – 1935), генерал
- Иван Панов Семерджиев (1854 – 1876), революционер
- Иван Славков (1848 – ?), медик
- Иван Фичев (1860 – 1931) – български военен деец, генерал-лейтенант
- Иван Чуклев (1815 – 1890), свещеник и общественик
- Иларион Драгостинов, български революционер
- Илия Шишков /Терновец/ (? – 1876), свещеник
- Илия Янулов (1880 – 1962), икономист, социолог
- Иван Спирдонов (1953 – ), политик, националист, бивш журналист
- Иван Тодоров (1953 – ), журналист и писател
- Иван Кирилов Иванов (1969 - ) , психолог, зам. председател на 43-то НС

### Й
- Свети Йоан Трапезундски (? – 1821), загинал за род и Отечество в Гръцката завера
- епископ Йоаникий (? – 1821), търновски владика, убит при заговор
- х. Йоасаф, монах
- Йордан Йорданов - Инджето, революционер от четата на Христо Ботев
- Йордан Кулелиев, изявен публицист, културен деец и общественик
- Йордан Миневски (1976)
- Йордан х. Пенчев (1852 – 1936), медик
- Йордан Самоводски (? – ?), свещеник и общественик

### К
- архимандрит Калиник (? – ?), Нишки митрополит
- Камен Попдимитров (1890 – 1992), цигулар, музикален педагог, професор
- Катя Кавалджиева – Йоцова
- Кера Стамболова, учителка в Габрово, сестра на Стефан Стамболов, омъжена за Стефан Зографски
- Кина Герджикова (1884 – 1950), драматична актриса
- Кирил Рашев, медик, брат на Венета Ботева
- Кирил Русевич, медик
- Киро Тулешков (1846 – 1904), революционер и печатар
- Киприан (митрополит) (1336 – 1406), светец и чудотворец
- Кольо Гайтанджията, занаятчия, участник в Заверата
- Кольо Суровичкин (? – 1821), загинал за род и Отечество в Гръцката завера
- д-р Константин Бонев (1837 – 1882), основоположник на военната медицина в България
- Константин Джангозов (1906 – 1962), архитект
- Константин Кисимов (1897 – 1965), драматичен артист /актьор/
- Константин Паница (1858 – 1890), национал – революционер и военен деец
- д-р Константин Стоилов, лекар, общественик, изтъкнат консерватор
- Константин Теодоров, учител и общественик
- Константин Панайодов (1866 – 1944), политик
- Костаки Попов (1832 – 1876), учител и общественик
- Красимир Воскресенски (1953 – ), актьор, общественик (роден във Велико Търново)
- Крум Колев (1890 – 1970), офицер
- Кръстьо Карагьозов (1860 – 1923), частен секретар на Ст. Стамболов, управител на Кюстендил
- Кънчо Кесаров, учител и книгодарител

### Л
- Леон Филипов (1880 – 1976), проектант, направил макети, свързани с историята и архитектурата на Търново, голям дарител
- Любен Зидаров (1923 – 2023), художник
- Любомир Стоенчев (1876 – 1952), български военен, подполковник и революционер, деец на ВМОРО и ВМОК
- Любомир Илиев, (1913 – 2000), математик

### М
- Маги Джанаварова (р. 1988), певица
- Малтица Станчова (? – ?), кръчмарка, помощничка на революционерите
- Мара Михалска, изтъкната търновска фармацевтка
- Мара Стамболова, сестра на Стефан Стамболов, омъжена за Сава Муткуров
- поп Марин Атанасов, свещеник и общественик
- Марин Пиперов, книговезец – книжар
- д-р Марин Русев (1864 – 1935), организатор на Българското здравеопазване
- Марин Хаджинедялков, търговец
- Мария Илиева (р. 1977), българска поппевица
- Мария - Мота Караминкова (1806 – 1877), революционерка
- Мария Ферадова, учителка
- Марко Балабанов (1837 – 1923), изтъкнат консерватор
- Матей Петров /Матей Преображенски/ Миткалото, революционер, съратник на Левски, учител и книгодарител
- Месру Мехмедов (1935 – 1971), български диригент
- Михаела Филева (р. 1991), българска певица
- Михаил Атанасович (1851 – 1876), медик, лекар по време на Сръбско-турската война
- Михаил Йонеску, фармацевт
- Михаил Заяков (1858 – 1917), педагог в Духовната семинария
- Михаил Калпаклов (1847 – 1907), медик, лекар по време на Руско-турската война
- Михаил Михайлов (1934 – 1910), търговец
- Михаил Петков (1848 – ?), медик, лекар в Сръбско-турската война
- проф. Михаил Поповилиев (1873 – 1928), юрист
- Михаил Сарафов (1854 – 1924) държавен деец и общественик, учител
- д-р Методи Славчев (1864 – 1964), основоположник на акушерството и геникологията в България
- Миша Попова (1906 – ?), живописец
- проф. Моско Москов (1899 – 1982), ветеринарен лекар

### Н
- Никола Бакърджиев (1881 – 1954), български военен деец, генерал от пехотата, началник – щаб на армията (26 май 1926 – 11 януари 1929) и (31 януари 1931 – 1934), министър на войната (11 януари 1929 – 31 януари 1931)
- Недьо Жеков, първият ректор на Петропавловската семинария
- Никола Г.(), учител и активен общественик
- Никола Златарски (1823 – 1876), изтъкнат учител и общественик
- Никола Живков (1847 – 1901), общественик
- Никола Кабакчиев, революционер
- Никола Карагьозов (1824 – 1857), търговец и общественик
- Никола Кинтишев (1838 – 1898), революционер
- Никола Константинов, учител, първият директор на Държавната петокласна гимназия
- Никола Златев (1843 – 1916), музикант и фотограф
- Никола Лазаров, учител
- Никола Михайловски (1818 – 1892), съратник на хаджи Николи Минчоолу в борбата за църковна независимост
- хаджи Николи х. Димов Минчоолу търговец и революционер, щедър дарител, борец за независима Българска църква
- Никола Михов (1891 – 1945), военен деец, генерал-лейтенант
- Никола Момчилов (1891 – 1964), финансист и дипломат
- ген.м-р Никола Недев, офицер и политик
- Никола Недялкович, издател
- Никола Пиколо (1792 – 1865), Никола Савов Хаджиилиев – български елинист, лекар
- Никола Тодоров – Странджата, революционер
- Никола Смилов – Гарибалди, революционер
- Никола Стамболов, ханджия, баща на Стефан Стамболов
- Никола х. Стоянов, музикант
- Никола Хаджипетков (1891 – 1949), български военен деец, генерал – лейтенант
- Никола Фичев, изтъкнат майстор
- Никола Чехларов, активен общественик, предал Паисиевата история в Софийската народна библиотека.
- Николай Атанасович (1840 – 1876), меедик, лекар по време на Сръбско-турската война
- Николай Василев (1841 – ?), медик
- Николай Неновски (1963), икономист
- Натали Трифонова (р. 1991), модел и телевизионна водеща

### П
- Павел Висковски (? – 1883), общественик
- Панайот Антонов (1893 – неизв.), военен, кмет на Кюстендил (1939 – 40).
- Панайот Гайдаров (1852 – 1903), търговец
- Панайот Славков
- Панайот Семерджиев, учител
- Панайот Типографов, революционер
- Панарет Рашев епископ Погониански (1808 – 1887), учител, владика
- Митрополит Панарет, изтъкнат общественик и дарител
- д-р Пантелей Минчевич, (1834 – 1898), лекар
- княз Параскева (? – 1821), загинал за род и Отечество в Гръцката завера
- х. Параскева х. Луков (? – 1821), търновски първенец, загинал в Гръцката завера
- Параскева Илиева (1889 – 1958), моделиерка, въвела европейската мода в Търново
- Парашкев Казански, медик
- Паскал Бисеров (1844 – 1921), медик, участник в Сръбско-турската война
- Панайот Семерджиев (1855 – 1881), учител и общественик
- Пандели Кисимов (1832 – 1905), изтъкнат културен деец и общественик
- Пеньо Карапапазов (1817 – 1855), книжовник, учител и общественик
- х. Пенчо Стоянов (1809 – 1890), еснаф-кожухар, общественик
- Петко п. Николов (1810 – 1877), учител и общественик
- Петко Славейков (1827 – 1895), поет, писател, публицист, учител, политик и фолклорист, книгодарител
- Петър Гюмюшев, революционер, общественик, заслуги за развитие на театралното дело
- Петър Дапков, общественик и изтъкнат дарител
- Петър П. Димов (1840 – 1908), учител и активен общественик
- Петър Златев (? – 1882), медик, лекар по време на Руско-турската война
- Петър Керемекчиев (1826 – 1881), търговец и дарител
- Петър Кантарджията (? – 1821), загинал за род и Отечество в Гръцката завера
- Петър Муткуров (1839 – 1867), революционер, брат на Сава Муткуров
- д-р Петър Протич (1822 – 1881), лекар, изтъкнат обществен и културен деец
- Петър Станчев (1850 – 1913), книжовник и учител, общественик
- Петър Сребров, учител и общественик

### Р
- Радко Радков (1940 – 2009), поет и драматург
- Радослав Радославов (1888 – 1979), архитект
- Рафаил Попов (1876 – 1940), български историк, археолог, палеонтолог и спелеолог
- Рачо Казанджията, занаятчия, баща на Петко Славейков
- Рашко Атанасов (1884 – 1945), български военен деец, генерал-майор и спортен функционер
- Райна Георгиева (1902 – 1983), биолог, генетик, първата жена академик в България

### С
- Сава Георгиевич (1830 – 1904), търговец[1]
- Сава Иванов (1891 – 1958), военен деец, океанолог
- Сава х. Илия, виден търновец
- Сава Михайловси (? – 1855), писар
- Сава Муткуров (1852 – 1891), български военен деец, генерал-майор
- Сава Паница (1834 – 1926), търговец
- Сава Пенев, революционер от четата на Христо Ботев
- Сава Черен, медик, участник в Сръбско-турската война
- проф. Симеон Ангелов (1881 – 1925), юрист
- Славчо Николов (? – ?), свещеник и общественик
- Славчо хаджи Паскалев, собственик на тютюнева фабрика
- Спиридон Грамадов Кьорчоолу (1820 – 1880), учител и общественик, участник в Сръбско-турската война
- София Данова (1879 – 1946), първата жена с висше математическо образование в Търново
- д-р Стат Антонов (1884 – 1926), лекар, изтъкнат общественик и културен деец
- Стефан Гергинов (? – ?), свещеник и общественик
- Стефан Гладилов (1944 – 2015) – професор от МУ-София
- Стефан Дичев (1920 – 1996), писател
- Стефан Дуньов, участник в Унгарската национална революция /1848 – 1849/, сподвижник на Джузепе Гарибалди
- ген. Стефан Златарски (1860 – 1912), генерал
- Стефан Кювлиев (? – 1874), медик
- Стефан Магнев (1906 – 1988), виолончелист
- Стефан Мокрев (1900 – 1982), писател
- Стефан Недев Карагьозов (1818 – 1878), фабрикант, директор на първата болница в Търново
- Стефан х. Пенчев (1847 – 1913), медик
- Стефан Сарафов - Сарафиди, фабрикант
- д-р Стефан Сарафов (1864 – 1923), лекар, общественик и дарител
- Стефан Славчев (1869 – 1965), генерал – артилерист
- Стефан Стамболов (1854 – 1895), революционер и политик, учител и книжовник, регент и министър-председател на България, изтъкнат либерал
- д-р Стефан Черкезов (1937 – 1963), лекар, загинал, спасявайки пътниците от горящ автобус
- Стефана Дупалова - Минева (1928), първата жена автомобилист във Велико Търново
- Стоян Коледаров (1878 – 1946), изявен публицист, културен деец и общественик
- Стоян Маринов (1838 – 1904), книгоиздател

### Т
- Таки Благостойнов, учител и общественик
- Таня Райковска (р. 1956), юристка
- Теодора Христова, учителка, открива първото девическо училище в църквата „Св. Никола“
- йеромонах х. Теодосий, монах
- Теодосий Търновски, български просветител, основател на Килифаревската школа
- Теодосий Анастасов (1895 – 1983), писател
- Теохар Савович Пиколо (? – ?), български правист и общественик, племенник на Никола Пиколо
- Тодор Джамджиев, издател
- Тодор Димитров (1850 – ?), медик, лекар в Сръбско-турската война
- Тодор Иванчов, 1858 – 1905, бивш министър-председател на България, държавен деец, учител
- Тодор Икономов, общественик, политик, изтъкнат консерватор
- Тодор Лефтеров (1852 – 1876), учител, революционер, търговец
- Тодор Николов
- Тодор Радославов (1899 – 1967), строителен инженер
- Тодор Хаджинедялков, търговец
- Тодор Фъртунов, кмет на Търново, наследник на стар Възрожденски род
- Тодор Шишков (1833 – 1896), учител, общественик, със заслуги за развитие на театралното дело
- д-р Тодор Янков, лекар и общественик, изявен публицист и културен деец
- Тодора Панова, революционерка
- Тодора Петкова, учителка
- Тодорка Йончева (1914 – 2003), първата дипломирана детска учителка във Велико Търново

### Ф
- Фани Сарънедялкова (1920 – 2015), оперна певица
- Филип Симидов (1852 – 1925), книжовник и революционер
- Филип Тотю

### Х
- Харалампи Джамджиев (1875 – 1961), първият български изобретател-авиоконструктор
- Христаки хаджи Николов (1830 – 1833), борец против гръцкото духовенство
- Христо Белчев (1857 – 1891), политик, държавен деец и поет
- Христо Гайдарджията (? – 1821), загинал за род и Отечество в Гръцката завера
- д-р Христо Даскалов (1820 – 1862), лекар и книжовник
- акад. Христо Даскалов
- Христо Донев (1854 – 1876), революционер
- Христо Драганов (? – 1853), книжовник
- Христо Етърски (1840 – 1885), медик
- Христо Иванов - Големия, революционер и собственик на фабрика за цигарени хартии
- Христо Караминков – Бунито (1846 – 1892), революционер
- х. Христо Петров (1860 – ?), опълченец, участник в Руско-турската освободителна война
- Христо Смилов, медик

### Ю
- Юлия Казаска (1891 – 1976), учителка, преводачка, популяризирала българската литература във Франция

### Я
- Янко Желязков (1850 – 1870), следва медицина и умира като студент
- Янко Маринов (1853 – 1895), аптекар
- Янко Славчев (1841 – 1927), бивш кмет на Варна
- доц. д – р Янаки Стоилов (1958), политик, юрист и депутат
- Янко Стоянчов

### Македоно-одрински опълченци от Търново
- Димитър Апостолов, 1 рота на 9 велешка дружина, носител на орден „За храброст“ IV степен[2]
- Йордан Гъбенски, 18-годишен, огняр II отделение, 2 рота на 9 велешка дружина, носител на орден „За храброст“ IV степен[3]

## Починали във Велико Търново
- Бачо Киро (1835 – 1876), учител, писател и революционер
- Георги Петков (ландшафтен архитект) (1880 – 1968).
- Добри Войников (1833 – 1878), културен деятел
- Еким Цанков, (? – 1876), революционер от Габрово, обесен в Търново от турците за Българската свобода, председател на Габровския частен революционен комитет
- Иван Гъбенски (? – 1876), /поп Иванчо Петков/ свещеник от Габрово, обесен от турците в Търново като борец за народна свобода, заклел габровските въстаници
- Иларион Неврокопски (1850 – 1925), български духовник и неврокопски митрополит
- Колю Фичето (1800 – 1881), строител
- Св. Сава (ок. 1175 – ок. 1236), сръбски духовник
- Стоян Маринов (1838 – 1904), български книгоиздател и публицист
- Теофил Теофилов (1944 – 2008), български архитект, кмет на Търново 1986 – 1989
- Цанко Дюстабанов – р. в Габрово, войвода на Западната Габровска дружина

## Други хора, свързани с града
- Личности, свързани с Велико Търново
- Българските царе Асен и Петър
- Цар Иван-Александър
- Теодосий Търновски
- Патриарх Евтимий
- Васил Левски
- Бачо Киро
- Цанко Дюстабанов
- Иларион Драгостинов
- Стефан Стамболов
- Матей Преображенски
- Коста Паница
- Петко Р. Славейков
- Добри Войников
- Христо Иванов-Големия
- Никола Пиколо
- Сава Муткуров
- Иван Фичев
- Никола Бакърджиев
- Георги Златарски
- Васил Златарски
- Емилиян Станев
- Митрополит Григорий Търновски
- Янаки Стоилов
- Дарияна Куманова

- Анастас Гранитски (1825 – 1879), изявен общественик и книжовник
- Богдан Горанов (1847 – 1907), главен учител и читалищен активист
- д-р Васил Берон, лекар, общественик, изследовател на Търново, писател
- Митрополит Григорий (р. 1950), митрополит на Великотърновска епархия
- Димитър Енчев (1841 – 1882), учител и общественик
- Димитър Куция /Даскал Димитър/ (? – 1858), учител и активен общественик
- Димитър Стоянов (1928 – 1999), политик, секретар и първи секретар на Окръжния комитет на БКП (1961 – 1973)
- Елена Стефанова (1915 – 2010), първата дама на българския театър, доайенът на Великотърновския драматичен театър „Константин КИСИМОВ“
- Иван Славейков (1853 – 1901), учител и общественик
- митрополит Иларион Макариополски (1812 – 1875), /Стоян Ст. Михайловски/ – развива изключително активни духовни и църковни мероприятия и просвещения
- Илия Шиваров (? – 1880), учител, участник в сключване на примирието в Сан Стефано
- епископ Климент Браницки Васил Друмев, основател на Духовната семинария в Търново и неин първи ректор, владика Търновски
- Недьо Карагьозов (1797 – 1848), търговец от с. Присово и в Търново
- Никола Златарски (1823 – 1875), учител и изявен общественик
- йеромонах Пахомий Рилски (1830 – 1894), духовник и общественик
- Петко Горбанов (1846 – 1909), участник в борбата за църковна независимост
- Петко Р. Славейков (1827 – 1895), учител, общественик
- проф.д-р Пламен Павлов (р. 1958), български историк, поет, публицист, телевизионен водещ. Почетен гражданин на града.
- Светослав Миларов (1850 – 1892), интелектуалец и общественик
- йеромонах Теодосий Хорозов (1821 – 1864), духовник и общественик
- архимандрит Теофил Добринов (? – ?), учител в Духовната семинария
- Тодор Икономов (1838 – 1892), общественик и политик
- Христина Морфова (1889 – 1936), изтъкната оперна певица
- Христо Брусев (? – 1905), учител в Духовната семинария
- Чавдар Червенков (р. 1941), офицер и дипломат, завършва Военното училище през 1964
- Проф. Станчо Чолаков (1900 – 1981), виден икономист, уважаван учен, Ректор на ВИНС.

## Почетни граждани на Велико Търново
- 1916 г. – фелдмаршал Август фон Макензен /командващ съюзническите войски през Първата световна война – първият почетен гражданин на В. Търново по решение на тогава действащия общински съвет;
- 1929 г. – генерал-майор Никола Бакърджиев /началник на щаба на армията и военен министър със заслуги за стопанското издигане на града/;
- 1933 г. – генерал Василий Гурко /във връзка с посещението му в Търново и като син на освободителя на града генерал 
Йосиф Гурко/;
- 1947 г. – Карл Папоушек /дарител за построяване паметника на Васил Левски във В. Търново/;
- 1962 г. – Герман Титов /вторият по ред и най-млад от всички съветски космонавти при посещението му в Търново/;
- 1965 г. – съветските космонавти, летяли с космическия кораб „Восход 2“ при посещението им във Велико Търново: 
Павел Беляев /командир на кораба – извършил първото ръчно приземяване на космически кораб/ и 
Алексей Леонов /втори пилот – първият човек, излязъл в открития космос/;
- 1967 г. – акад. Емилиян Станев /писател, автор на повестта „Крадецът на праскови“ и романите „Иван Кондарев“, „Антихрист“, „Търновската царица“; номиниран за Нобелова награда за литература/;
- 1976 г. – Тодор Живков /държавен глава на Народна република България/;
- 1992 г. – Весела Лечева /спортистка, олимпийска, световна и европейска шампионка по спортна стрелба/;
- 1994 г. – Красимир Балъков, Трифон Иванов, Цанко Цветанов, Илиян Киряков и Бончо Генчев /търновски футболисти, довели националният отбор по футбол до 4-то място в света/;
- 1995 г. – Въло Радев /кинорежисьор, създател на аудио-визуалния спектакъл „Звук и светлина“ на хълма „Царевец“/ и
 Крум Дамянов /скулптор на паметника „Асеневци" във В. Търново/;
- 2000 г. – акад. Антон Дончев /писател, автор на романа „Време разделно" (сценарий на най-любимия български филм „Време на насилие"), сценариите на филмите „Цар Калоян", „Изгори, за да светиш", „Завръщане от Рим"; номиниран за Нобелова награда за литература/;
- 2002 г. – д-р Петър Аладжов /банкер и бизнесмен, крупен дарител на В. Търново/;
- 2003 г. – Митрополит Григорий /митрополит на Търновската епархия/;
- 2004 г. – акад. Иван Радев /преподавател по възрожденска литература във Великотърновския университет (ВТУ) „Св. св. Кирил и Методий", първият извънстоличен академик/;
- 2005 г. – мaecтpo Върбан Рангелoв /диригент нa представитeлен хор „Царевец“ към читалище „Напредък“/;
- 2006 г. – проф. Иван Харалампиев /ректор на ВТУ „Св. св. Кирил и Методий“/;
- 2007 г. – Калоян Махлянов /спортист, единственият европеец с ранг „Одзеки" в японския спорт „Сумо"/;
- 2008 г. – Лина Ковачева /актриса/;
- 2009 г. – Матей Шопкин /поет/;
- 2011 г. – Благовеста Факирова /председател на дарителско сдружение „Св. Иван Рилски", директор на сдружение на кметовете и кметските наместници/;
- 2012 г. – Панайот Димитров (Понката) /скулптор/, Драгни Драгнев /бивш кмет на В. Търново/;
- 2013 г. – проф. д-р Александър Бурмов /историк и книжовник, основател и пръв ректор на ВТУ/, проф. д.п.н. Пламен Легкоступ /художник и учен, ректор на ВТУ/ и арх. Иван Чолаков /главен архитект на Велико Търново/;
- 2014 г. – бригаден генерал Цветан Харизанов /бивш началник на Националния военен университет „Васил Левски“/;
- 2015 г. – маестро Михаил Дюлгеров /фолклорист и основател на ДЮФА „Бългapчe“/, Велика Иванова /дългогодишен началник на отдел „Култура“ в общината/;
- 2016 г. –